# Fascia axillaris
Die Fascia axillaris (Achselfaszie) ist eine Faszie, die die kaudale (untere) Basis der Achsel bildet und aus der Brustfaszie hervorgeht. Sie kann in die Fascia axillaris profunda und die Fascia axillaris superficalis unterschieden werden. Zwischen dem Unterrand des kleinen Brustmuskels und dem Unterrand des Musculus latissimus dorsi ist die Fascia axillaris superficalis gelegen, während die Fascia axillaris profunda mit der Fascia clavipectoralis und dem Musculus serratus anterior in Verbindung steht. Durch diese und die Verbindung mit dem Musculus teres major trägt die Fascia axillaris zum Aufbau der Achsel bei.
Armwärts geht sie weiterhin in die Fascia brachii über.
Im Bereich des Schweißdrüsenfeldes ist die Fascia axillaris mit zahlreichen ovalen Löchern, die kleinen Blutgefäßen und Lymphbahnen den Durchtritt ermöglichen und die ansonsten durch Fetteinlagerungen verschlossen sind, versehen.